# 方丹圣母村
方丹圣母村（法語：Fontaine-Notre-Dame）是法国皮卡第大区埃纳省的一个市镇，属于圣康坦区北圣康坦县。该市镇2009年时的人口为389人。

## 人口
方丹圣母村人口变化图示
| 数据来源：INSEE |